# 인력거

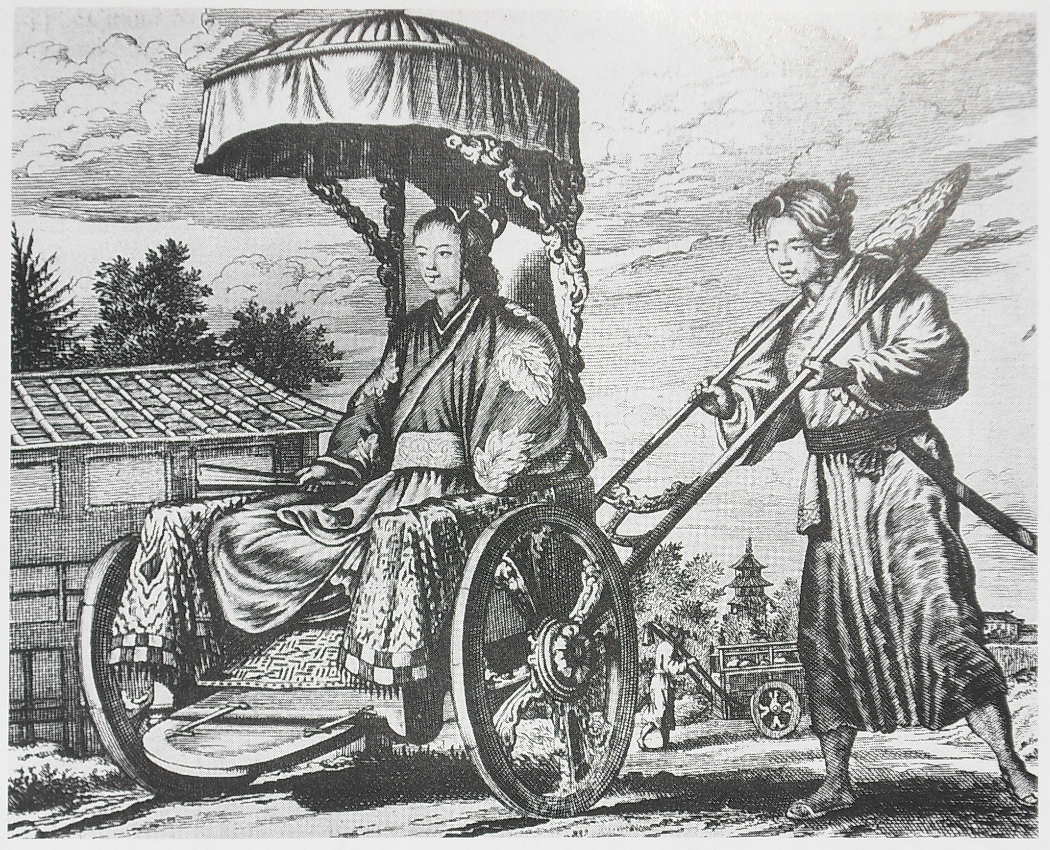
인력거를 탄 태국 귀족층 (1669년작)

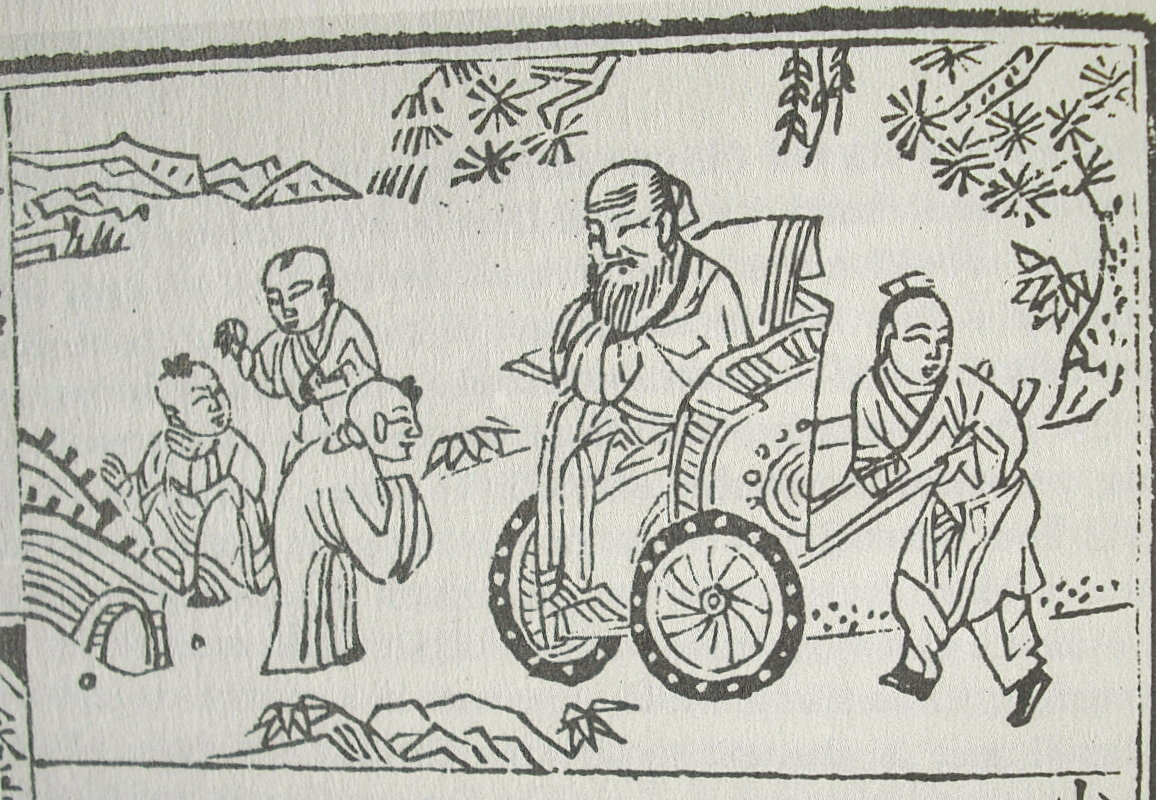
「孔子問答‧小兒論」（1680년작)

인력거(人力車)는 사람의 힘으로 끌어서 움직이는 교통수단으로, 릭샤의 일종이다.
한국의 경우, 1882년 경에 일본을 다녀온 박영효가 한성부판윤으로 재직하면서 서둘러 보급하였다. 벼슬아치들의 출·퇴근에 차라리 교자(轎子) 대신 인력거를 권장하였다. 갑신정변으로 인하여 박영효가 일본으로 망명한 후 인력거 이용은 중지되었고, 그 후 일본 공사관 요인들이 인력거를 관용으로 사용하여 눈길을 끌었다. 사람이 끌고 다니는 1인승 또는 2인승의 수레. 최초로 만든이는 일본인 다카야마 코스케라는 사람으로 서양의 마차를 보고, 만들었다고 한다.
최근에는 인력거 노동자의 복지에 대한 우려로 인해 많은 국가에서 인력거 사용이 금지되거나 불법화되었으며, 오늘날 대부분의 인력거는 사이클릭샤와 오토릭샤로 대체되었다.